# Nerve
Nerve és una pel·lícula de suspens del 2016 nord-americana. Dirigida per Henry Joost i Ariel Schulman, i escrita per Jessica Sharzer. La història està basada en la novel·la de Jeanne Ryan. Ha estat subtitulada al català.

## Argument
L'estudiant «Vee» rep un correu electrònic de l'Institut de les Arts de Califòrnia recordant-li que ha d'acceptar o rebutjar la seva admissió aquest mateix dia. Vee vol deixar casa seva, per anar a la universitat, però sent la necessitat d'explicar a la seva mare la seva decisió. La mare (Juliette Lewis) espera que Vee vagi a una universitat local més assequible, el que l'obligaria a prendre el ferri cada dia per anar i tornar. Aquesta actitud es deu al fet que la seva mare encara encara no ha superat la recent mort del seu fill, el germà de Vee.
L'amiga de Vee, Sydney (Emily Meade), es fa popular a Nerve: un joc de realitat on-line on persones es registren com a jugadors o paguen per actuar com a observadors. Els jugadors accepten reptes cada vegada més perillosos dels observadors, i reben diners per completar-los. Per mor de l'actitud introvertida de Vee, la seva amiga Sydney la repta a jugar, però Vee no vol. Llavors Sydney decideix parlar amb un noi del qual Vee està enamorada, J.P., i li explica els sentiments de la noia, però aquest la rebutja i ella se'n va de la cafeteria on es trobaven.
Després d'això, Vee decideix registrar-se com jugadora en Nerve. En fer-ho, la pàgina recopila la seva informació de perfils en xarxes socials, així com dades dels seus comptes bancaris, i li explica les tres regles del joc: totes les proves han de ser gravades amb el mòbil del jugador, tots els diners guanyats es perdràn si el jugador rebutja una prova o decideix abandonar el joc, i cap jugador pot parlar amb les autoritats sobre Nerve.
En la seva primera prova, fer un petó a un estrany, coneix Ian (Dave Franco) i a partir de llavors, els observadors decideixen que han de seguir junts, de manera que van al centre de la ciutat a complir diferents proves. En arribar a la ciutat, els observadors plantegen un nou repte consistent en posar-se un vestit elegant, i en sortir dels emprovadors, la seva roba ja no hi era, pel que hauran de pensar com sortir de la botiga.
La mare de la Vee s'adona dels diners que es transfereixen al seu compte conjunt amb la Vee i truca Tommy per preguntar què passa. Ell, incapaç de delatar-la, diu que Vee va trobar feina i que li van transferir diners al seu compte. Quan surten de la botiga a en Ian li arriba un repte que diu que ha d'anar amb la Vee a la motocicleta a 100 km per hora amb els ulls embenats. Al principi es nega a complir el repte però després accepta, i l'Ian li diu a la Vee i reïxen el repte i es fan un petó, després van a menjar una pizza. Mentre mengen ell li explica que juga a Nerve perquè ha de mantenir la seva família, d'altra banda en Tommy descobreix que l'Ian ha jugat Nerve abans. Ian pregunta a la Vee sobre la seva amiga Sydney i ella li diu que és molt insegura i que sempre vol fer veure a la Vee com la insegura. Ian li proposa d'anar a la festa on és la Sydney per dir-li el que pensa. Sydney va veure la conversa de l'Ian i la Vee a la televisió de la festa del saló on estan els seus amics i els convidats. Grava un vídeo on diu als observadors que li posin un repte difícil. Sydney es troba amb Ty a la festa i aquest li diu que haurien de ser un equip, una oferta que Sydney declina. Els observadors a petició de Sydney li col·loquen el repte de creuar per mitjà d'una escala d'un edifici a un altre, després d'arribar a la meitat, ella es rellisca i se li cau el telèfon i es rendeix per la qual cosa surt del joc.
Llavors la Vee i l'Ian arriben a la festa i els amics d'ella li expliquen el que li ha passat a la Sydney. Finalment, es reconcilia amb tots dos. Els tres duen a terme un pla per tancar el joc. Ian té un desafiament on diu que ha de penjar d'una grua amb una mà durante cinc segons. La Vee recorre la ciutat on recull un paquet que té una arma carregada.
Per acabar, Vee i Ian arriben a la final. En Tommy i la Sydney es reuneixen amb Azhar per piratejar el servidor de Nerve i se'ls uneix la mare de la Vee per veure la final. El repte és que la Vee i l'Ian han de disparar un a l'altre. Ian li diu a Vee que li dispari a ell perquè ella pugui guanyar. Vee es nega. Tot d'una, Ty apareix i diu que dispararà a un d'ells. Els observadors l'animen. Ty apunta a l'Ian i la Vee es col·loca al mig i li diu als observadors si això és el que realment volen i ells responen que sí.
Llavors, la Vee decideix prendre el repte de l'Ian i diu a Ty que l'apunti a ella, mentre tots graven, Nerve sotmet la vida de Vee a votació. La majoria vota sí i ella rebi un tret. Ty dispara l'arma, i Vee cau en els braços d'Ian.
Tot d'una, els observadors els surt un missatge que diu que són còmplices d'assassinat, amb l'opció de tancar sessió. Tots ho fan, el que permet a Azhar bloquejar el servidor de Nerve i tancar-lo definitivament. Llavors, Vee li revela a Ian que estava viva i li diu que Ty ho sabia tot perquè la Sydney li havia dit. Tot torna a la normalitat. Azhar obté que Vee i la seva mare recuperin els seus diners i Vee i Ian (que li revela que el seu veritable nom és Sam) es besen i decideixen intentar una relació.

## Repartiment
- Emma Roberts fa de Venus "Vee" Delmonico: És la protagonista principal i jugadora de Nerve. En un principi la Vee és molt reservada i tímida, tot i que decideix participar a Nerve com a jugadora, però és segura d'ella mateixa.
- Dave Franco fa de Ian/Sam: És el company de la Vee i jugador de Nerve. És un personatge misteriós, que no explica la seva vida personal a la Vee tot i ser el seu company, en mica que avança la pel·lícula va exposant més part de la seva identitat.
- Juliette Lewis fa de Nancy Delmonico: Mare de la Vee, està afectada per la mort del seu fill. Espera que la seva filla vagi a una universitat local i pugui anar a dormir a casa.
- Emily Meade fa de Sydney: Amiga de la Vee i jugadora de Nerve, a simple vista sembla una noia molt atrevida i popular en les xarxes socials, però al llarg de la pel·lícula es veu molt insegura d'ella mateixa.
- Miles Heizer fa de Tommy: Amic de la Vee. És protector i alerta la Vee de tots els perills. Se li dona bé la informàtica i té bons contactes.
- Kimiko Glenn fa de Liv: Amiga de la Vee.
- Samira Wiley fa d'Azhar: Amic del Tommy.
- Ed Squires fa de Chuck
- Brian Marc fa de J.P
- Marc John Jefferies fa de Wes
- Eric D'Alessandro fa de Hype boi Noi atrevit, i amb moltes esperances de part dels observadors, és el contrincant de la Vee en el joc.
- Machine Gun Kelly fa de Ty
- Casey Neistat fa d'ell mateix i de jugador

## Al voltant de la pel·lícula
La pel·lícula està dirigida pels directors de Paranormal Activity 4 i Catfish, que són Henry Joost i Ariel Schulman. Jessica Sharzer de la serie de American Horror Story firma el guió, que és una adaptació de la novel·la Nerve de Jeanne Ryan.
La gravació de la pel·lícula va començar el 13 d'abril del 2015 a la ciutat de Nova York. La producció va acabar el 5 de juny del 2015. Finalment, el llançament en els cinemes es va fer el 27 de juliol del 2016.